# Fête de précepte
Dans l'Église catholique, les jours de fête de précepte sont des jours où les fidèles sont censés assister à la messe et se reposer du travail et des loisirs, selon le troisième commandement.
L'obligation est attachée au jour saint, même si elle est transférée à une autre date, comme cela arrive parfois dans le rite romain. Cependant, dans certains pays, une dispense est accordée dans de telles circonstances.

## Église latine
Les jours saints d'obligation pour les catholiques de rite latin sont indiqués dans le canon 1246 du Code de droit canonique de 1983 :

« Can. 1246 - § 1. Le dimanche où, de par la tradition apostolique, est célébré le mystère pascal doit être observé dans l'Église tout entière comme le principal jour de fête de précepte.  Et de même doivent être observés les jours de la Nativité de Notre Seigneur Jésus Christ, de l'Épiphanie, de l'Ascension et du très Saint Corps et Sang du Christ, le jour de Sainte Marie Mère de Dieu, de son Immaculée Conception et de son Assomption, de saint Joseph, des saints Apôtres Pierre et Paul et enfin de tous les Saints.
§ 2. Cependant, la conférence des Évêques peut, avec l'approbation préalable du Saint-Siège, supprimer certaines fêtes de précepte ou les reporter au dimanche. »

Placés dans l'ordre du calendrier liturgique, les dix jours (hors dimanche) que ce canon mentionne sont :
- 8 décembre : Solennité de l'Immaculée Conception de la Bienheureuse Vierge Marie
- 25 décembre : Solennité de la Nativité du Seigneur (Noël)
- 1er janvier : Solennité de Marie, Mère de Dieu
- 6 janvier : Solennité de l'Épiphanie du Seigneur
- 19 mars : Solennité de Saint Joseph, Époux de la Bienheureuse Vierge Marie
- Jeudi de la sixième semaine de Pâques : Solennité de l'Ascension du Seigneur
- Jeudi après le dimanche de la Trinité : Solennité du Très Saint Corps et du Sang du Christ (Fête du Corpus Christi)
- 29 juin : Solennité des Saints Pierre et Paul, Apôtres
- 15 août : Solennité de l'Assomption de la Bienheureuse Vierge Marie
- 1er novembre : solennité de tous les saints

Le nombre de jours saints d'obligation était autrefois beaucoup plus élevé. Avec le motu proprio du 2 juillet 1911, Supremi disciplinae, le pape Pie X a réduit le nombre de ces jours saints hors dimanche de 36 à 8: les 10 dates ci-dessus (le 1er janvier était alors la fête de la circoncision du Christ ) moins les fêtes le Corps et le Sang du Christ et de Saint Joseph. La liste actuelle a été établie dans le canon 1247 du Code de droit canonique de 1917, maintenant le canon 1246 de l'actuel Code de droit canonique.
Même avant l'époque de Pie X, les évêques de nombreux pays avaient obtenu l'approbation du Saint-Siège pour diminuer le nombre de jours saints d'obligation non le dimanche, le rendant inférieur à 36. Aujourd'hui aussi, les conférences épiscopales se sont prévalues de l'autorité qui leur a été accordée pour réduire le nombre au-dessous des dix mentionnés ci-dessus.
Les jours saints d'obligation autres que le dimanche ont tous le rang de solennité. En conséquence, si en temps ordinaire l'un d'entre eux tombe un dimanche, la célébration dominicale y cède la place; mais les dimanches de l'Avent, du Carême et du temps de Pâques ont préséance sur toutes les solennités, qui sont ensuite transférées à un autre jour (mais le précepte ne l'est pas). Parfois, la Fête du Sacré-Cœur peut tomber sur le jour de la fête des SS. Pierre et Paul, auquel cas il a préséance sur la solennité de S. Pierre et Paul ; le précepte s'applique alors à la fête du Sacré-Cœur[réf. nécessaire].
Alors que les conférences épiscopales peuvent supprimer les jours saints d'obligation ou les transférer au dimanche, certaines d'entre elles ont maintenu comme jours saints d'obligation certains jours qui ne sont pas des jours fériés. Pour la plupart des gens, de tels jours sont des jours de travail normaux, et ils ne peuvent donc pas observer l'obligation « de s'abstenir de ces travaux et affaires qui empêchent le culte d'être rendu à Dieu, la joie propre au jour du Seigneur, ou la relaxation appropriée de l'esprit. et le corps ». Cependant, les fidèles restent liés par l'obligation de participer à la messe. Pour ces jours, appelés « jours saints de travail », les églises peuvent avoir un horaire spécial, la messe étant disponible en dehors des heures normales de travail et la veille au soir. Dans le passé, les jours saints étaient souvent appelés jours de précepte simple ou double, ceux du double précepte exigeant à la fois d'entendre la messe et de s'abstenir de travaux serviles, alors que les jours de précepte unique permettraient un travail servile.
En Irlande, les seuls jours saints d'obligation qui sont également des jours fériés sont Noël et la Saint-Patrick (fête du saint patron et fête nationale), de sorte qu'il compte cinq jours saints ouvrables. De même, la Slovaquie n'a que quatre jours saints d'obligation qui sont également des jours fériés : Noël, la solennité de Marie Mère de Dieu, l'Épiphanie et la Toussaint, en laissant cinq jours saints ouvrables. Aux Pays-Bas, la conférence épiscopale a décrété qu'à compter du 1er janvier 1991, les fêtes de l'Assomption et de la Toussaint, dont chacune avait précédemment décidé de célébrer le dimanche suivant, devaient être obligatoires en ce qui concerne la messe, mais pas pour s'abstenir de travailler.
Dans la Cité du Vatican, mais pas dans le reste du diocèse de Rome, les dimanches et les 10 jours énumérés dans le canon 1246 sont observés comme des jours saints d'obligation. C'est également le cas dans le diocèse de Lugano (couvrant le canton suisse du Tessin), mais peut-être nulle part ailleurs.
Certains pays ont comme jours saints des fêtes d'obligation qui ne font pas partie de celles énumérées dans le canon 1246. L'Irlande a la Saint Patrick. L'Allemagne et la Hongrie accueillent Saint-Étienne le « deuxième jour de Noël » (26 décembre), le lundi de Pâques et le lundi de Pentecôte (lundi de Pentecôte).
Dans les pays où ce ne sont pas des jours saints d'obligation, trois des dix jours de fête énumérés ci-dessus sont assignés à un dimanche comme jour propre :
- l'Epiphanie au dimanche qui tombe entre le 2 et le 8 janvier (si le 6 janvier tombe un dimanche il n'y a pas de date B) ;
- l'Ascension du Seigneur au dimanche suivant ;
- la solennité du Saint-Sacrement du Corps et du Sang du Christ au dimanche suivant.

S'ils sont ainsi affectés à un dimanche, ils ne sont pas inclus dans les listes nationales suivantes des jours saints d'obligation, puisque dans chaque pays tous les dimanches sont des jours saints d'obligation.

### France
En France, voici la liste des fêtes de précepte qui sont aussi des jours fériés : la fête de l'Ascension, l'Assomption de la Bienheureuse Vierge Marie, la Toussaint et Noël.

## Voir également
- Fête principale
- Jour saint principal
- Fête mobile
- Mercredi des Cendres
- Jour du Seigneur